# Niente di che
Niente di che è un singolo del rapper italiano Coez, pubblicato il 29 aprile 2016 come terzo estratto dall'album Niente che non va.

## Descrizione
Coez ha descritto il brano con queste parole:

## Video musicale
Il video ufficiale del brano, con la regia di Federico Fred Cangianiello, è stato pubblicato su YouTube il 27 aprile 2016.

## Tracce
Testi di Coez, musiche di Stefano Ceri.
1. Niente di che – 3:14